# 黃嘉賓 (正德進士)
黃嘉賓（1469年—1541年），字國賢，號麟藪，山東嘉祥縣人，明朝政治人物。

## 生平
正德八年（1513年）癸酉科山東鄉試舉人，九年（1514年）联捷甲戌科進士，初任河南開封府推官，十二年升兵部武庫司主事，随武宗北征，赏赐衣服二件，金银牌二面。因反對武宗南巡受杖。十四年相繼丁内外艰，十六年世宗即位，升俸一级。
嘉靖元年（1522年）服闋，改武选司主事，不久转任武库司员外郎。大禮議期間，參與左順門哭諫。嘉靖四年（1525年）升任太常寺丞，因得罪張璁，嘉靖九年十二月（1531年）降尚寶司丞。十二年升光禄寺少卿，十五年六月官至太僕寺少卿，奉敕督理畿輔馬政。嘉靖十八年（1539年）随世宗巡幸承天府，代理行在太僕寺事务，赐锦衣、宝钞，回京后引年致仕。嘉靖二十年（1541年）卒，享年七十三。

## 家族
祖父黄憲，赠徵仕郎。父黄鼐，徵仕郎、武城中衛經歷，赠奉政大夫、光禄寺少卿。母洪氏，赠宜人。
元配李氏，少參李迪之孙女；侧室裴氏、李氏。生四子：長子咸立，庠生；次咸貞、咸寧、咸亨。